# Unterseeboot 208
Le Unterseeboot 208 (ou U-208) est un sous-marin allemand (U-Boot) de type VII.C utilisé par la Kriegsmarine (marine de guerre allemande) pendant la Seconde Guerre mondiale

## Historique
Mis en service le 5 juillet 1941, l'Unterseeboot 208 reçoit sa formation de base dans la 5. Unterseebootsflottille à Kiel jusqu'au 31 août 1941, où il rejoint son unité de combat, toujours dans la 1. Unterseebootsflottille, à Brest.
Il réalise sa première patrouille, du port de Kiel le 29 septembre 1941 sous les ordres de l'Oberleutnant zur See Alfred Schlieper. Après 45 jours de mer et un succès d'un navire marchand de 3 872 tonneaux, il rejoint la base sous-marine de Brest qu'il atteint le 12 novembre 1941.
Sa deuxième patrouille part de Brest le 3 décembre 1941 toujours sous les ordres de l'Oberleutnant zur See Alfred Schlieper. Après cinq jours en mer, l'U-208 est coulé le 7 décembre 1941 dans l'Atlantique à l'ouest de Gibraltar à la position géographique de 35° 51′ N, 7° 45′ O, par les charges de profondeur lancées depuis les destroyers britanniques HMS Harvester et HMS Hesperus. 
Les 45 membres d'équipage meurent dans cette attaque.

## Affectations
- 5. Unterseebootsflottille du 5 juillet au 31 août 1941 (entraînement)
- 1. Unterseebootsflottille du 1er septembre au 7 décembre 1941 (service actif)

## Commandements
- Oberleutnant zur See Alfred Schlieper du 5 juillet au 7 décembre 1941

## Patrouilles
|       | Commandant             | Départ            | Départ | Arrivée          | Arrivée | Jours    | Succès  |
| ----- | ---------------------- | ----------------- | ------ | ---------------- | ------- | -------- | ------- |
| 1     | Oblt. Alfred Schlieper | 29 septembre 1941 | Kiel   | 12 novembre 1941 | Brest   | 45 jours | 3 872   |
| 2     | Oblt. Alfred Schlieper | 3 décembre 1941   | Brest  | 7 décembre 1941  | Coulé   | 5 jours  |         |
| Total | Total                  | Total             | Total  | Total            | Total   | 50 jours | 3 872 t |

Note : Oblt. = Oberleutnant zur See

### Opérations Wolfpack
L'U-208 a opéré avec les Wolfpacks (meute de loups) durant sa carrière opérationnelle :
1. Mordbrenner (16 octobre 1941 - 2 novembre 1941)

## Navires coulés
L'Unterseeboot 208 a coulé un navire marchand pour un total de 3 872 tonneaux au cours des deux patrouilles (50 jours en mer) qu'il effectua.
| Date            | Navire  | Pavillon        | Tonnage | Convoi | Fait  |
| --------------- | ------- | --------------- | ------- | ------ | ----- |
| 2 novembre 1941 | Larpool | Grande-Bretagne | 3 872   | ON-27  | Coulé |